# 潜龍酒造
潜龍酒造株式会社（せんりゅうしゅぞう）は、長崎県佐世保市江迎町に本社及び酒造場を置き、清酒及び焼酎の製造販売を行う企業・蔵元である。
現在も使われているもと蔵（酛蔵）は元禄年間の創業当時の建築と伝えられ、長崎県指定有形文化財となっている。

## 所在地
- 長崎県佐世保市江迎町長坂209番地

## 沿革
- 1688年（元禄元年） - 平戸藩の七浦奉行を務めていた初代山下嘉右衛門が藩命により現在地で酒造業を始める。
- 1954年（昭和29年）4月 - 個人経営の山下酒造場から移行し潜龍酒造株式会社を設立。

## 銘柄

### 清酒
大吟醸
- ふるさと讃歌
- 嘉門
- 嘉門　雫搾り
- がんばらんば

吟醸
- 松浦星

純米酒
- 本陣　純米吟醸
- 関白宣言
- 本陣純米酒
- みずの光彩　特別純米酒

原酒
- 本陣　原酒
- 精霊流し
- 若武士（わかざむらい）

生酒
- 吟醸本生　小生意気盛り
- 吟醸本生　生意気盛り
- から口生貯蔵酒

普通酒
- 金撰　本陣
- 金撰　潜龍

### 焼酎
- 吟醸焼酎　吟酎

### リキュール
- 長崎はいからさん
- 若武士
- 本陣 酒蔵の梅酒